# Horsenskredsen
Horsenskredsen er fra 2007 en opstillingskreds i Østjyllands Storkreds. I 1971-2006 var kredsen en opstillingskreds i Vejle Amtskreds. I 1920-1970 var kredsen en opstillingskreds i Skanderborg Amtskreds. I 1849-1894 var kredsen en valgkreds. I 1895-1918 var der to valgkredse. Horsens Landkreds var præget af Venstre, mens Horsens Bykreds var præget af Højre og Socialdemokratiet.
Den 8. februar 2005 var der 50.691 stemmeberettigede vælgere i kredsen.
Kredsen rummede i 2005 flg. kommuner og valgsteder:
1. Gedved Kommune
  1. Gedved
  2. Hovedgård
  3. Søvind
  4. Østbirk
2. Horsens Kommune
  1. Dagnæs
  2. Egebjerghallen
  3. Endelave Skole
  4. Forum Horsens
  5. Hatting Forsamlingshus
  6. Mølledamsskolen
  7. Rådhuset
  8. Stensballehallen
  9. Sundtoppen
  10. Søndermarkskolen
  11. Torstedhallen
  12. Vesthallen
  13. Vinten Forsamlingshus

Med den nye valgkredsreform omfatter kredsen også:
1. Brædstrup Kommune
  1. Brædstrup Rådhus
  2. Føvling Sognegård
  3. Nim Forsamlingshus
  4. Sdr. Vissing Skole
  5. Slagballe Forsamlingshus
  6. Tønning Forsamlingshus

## Folketingskandidater pr. 25/11-2018

### Valgkredsens kandidater for de pr. november 2018 opstillingsberettigede partier
| Liste | Parti                       | Kandidat              | Bemærk |
| ----- | --------------------------- | --------------------- | ------ |
| A     | Socialdemokratiet           | Henrik Dam Kristensen |        |
| B     | Radikale Venstre            | Karen Melchior        |        |
| C     | Det Konservative Folkeparti | Per Løkken            |        |
| D     | Nye Borgerlige              | Niels Børge Eriksen   |        |
| F     | Socialistisk Folkeparti     |                       |        |
| I     | Liberal Alliance            |                       |        |
| O     | Dansk Folkeparti            | Hans Kristian Skibby  |        |
| V     | Venstre                     | Birte M. Andersen     |        |
| Ø     | Enhedslisten                | Maja Albrechtsen      |        |
| Å     | Alternativet                |                       |        |